# Pöllau (Steiermark)

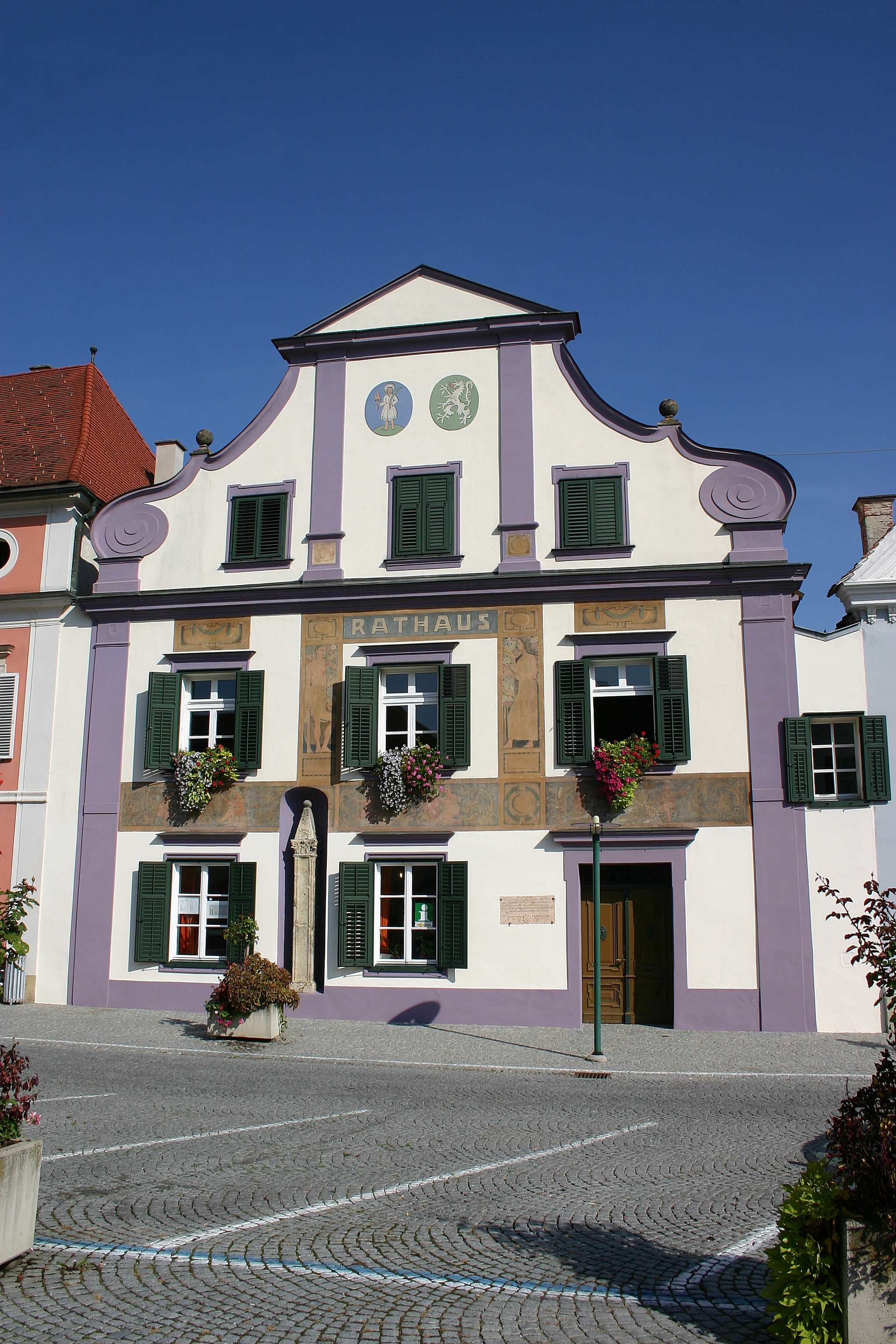
Rathaus von Pöllau

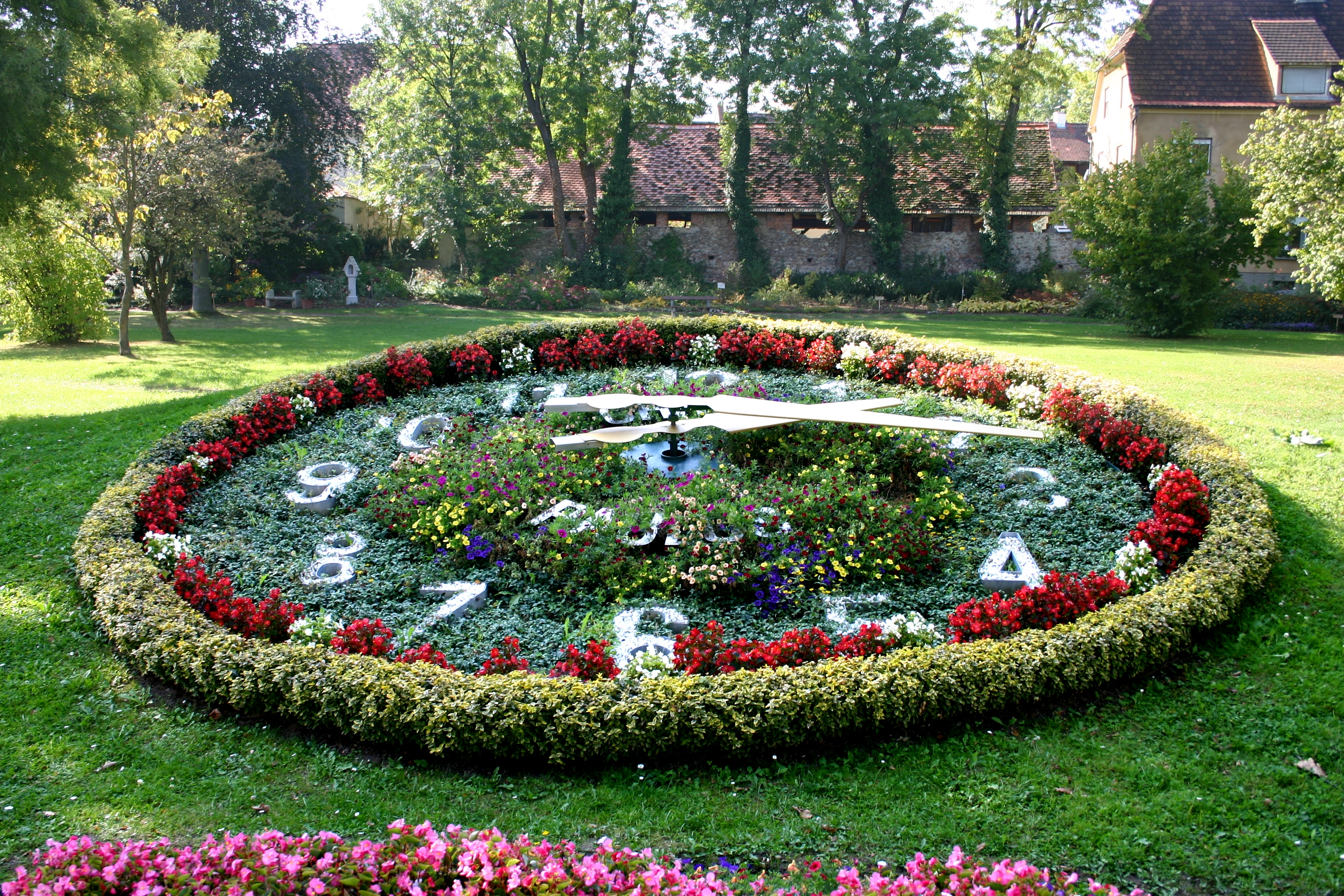
Pöllauer Blumenuhr

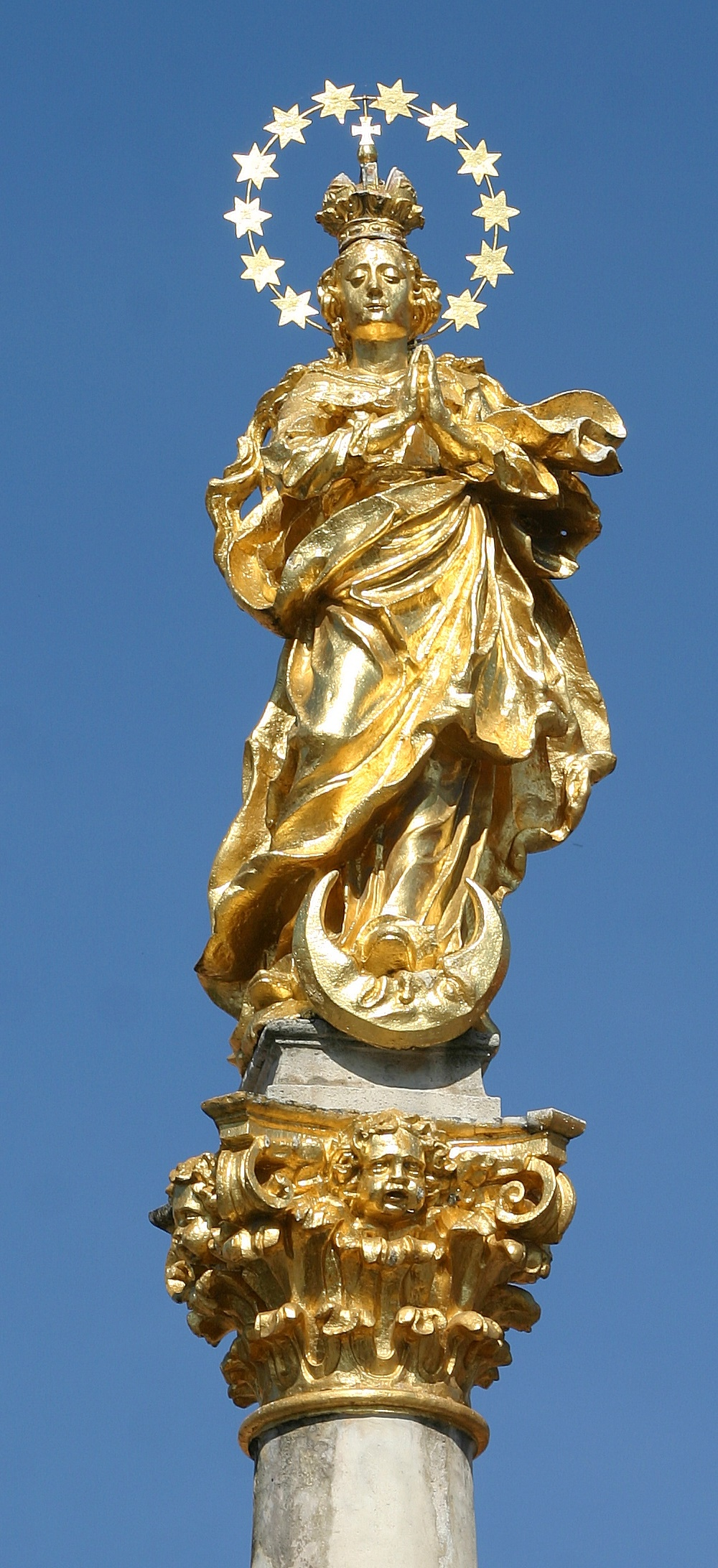
Die prunkvolle Mariensäule am Hauptplatz

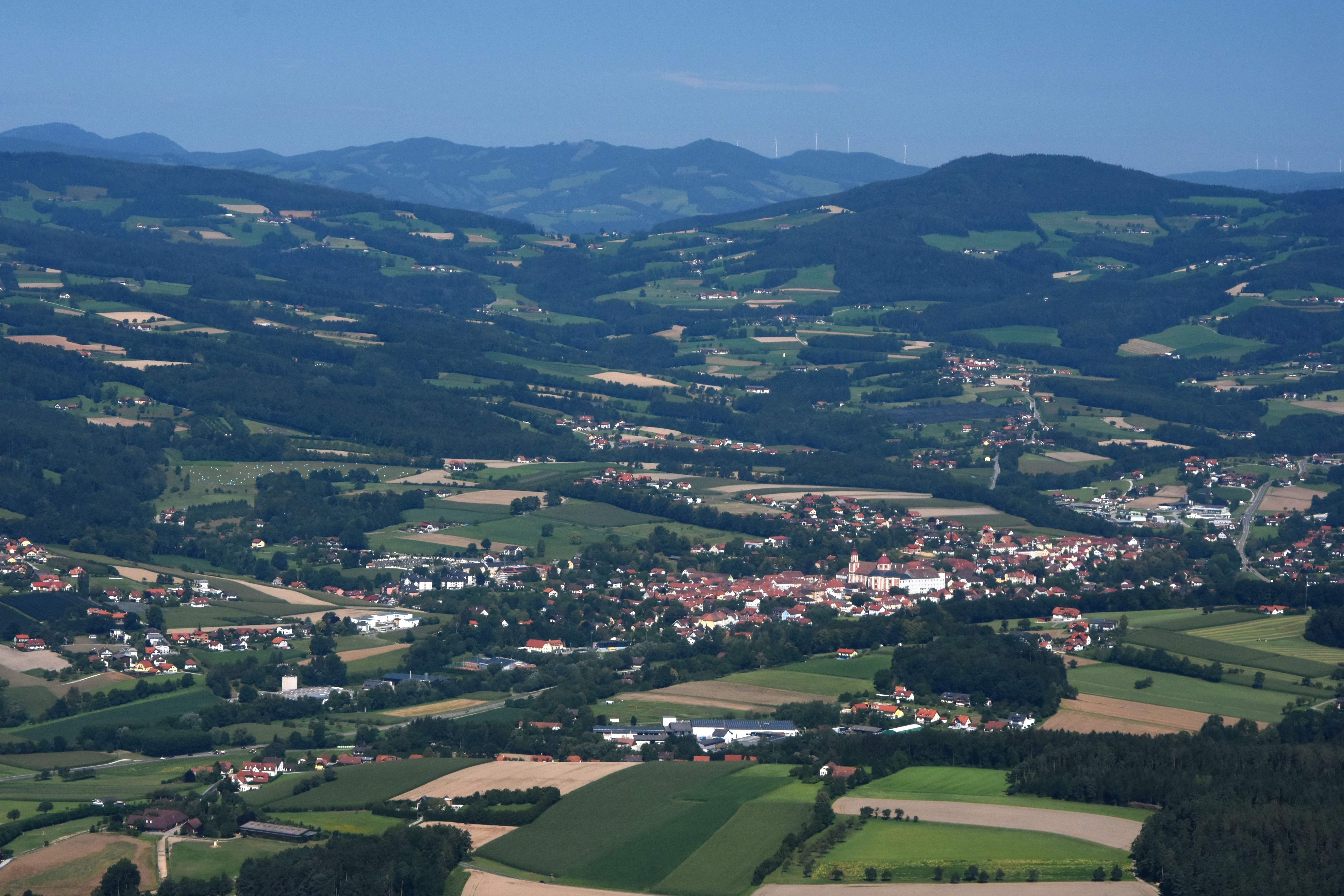
Gesamtansicht von Pöllau

Die Marktgemeinde Pöllau mit 5931 Einwohnern (Stand 1. Jänner 2024) befindet sich im Gerichtsbezirk Fürstenfeld und im politischen Bezirk Hartberg-Fürstenfeld in der Steiermark (Österreich). Sie ist der Hauptort des Naturparks Pöllauer Tal.

## Geografie

### Geografische Lage
Pöllau liegt im Joglland rund elf Kilometer westlich der Bezirkshauptstadt Hartberg und rund 55 km nordöstlich der Landeshauptstadt Graz. Durch die Gemeinde fließt die nach ihr benannte Pöllauer Safen, die im Gemeindegebiet die Dürre Saifen und den Prätisbach aufnimmt. Pöllau ist der Mittelpunkt des Pöllauer Tals, einem Naturpark beiderseits des Oberlaufs der Pöllauer Safen.

### Gemeindegliederung
Das Gemeindegebiet umfasst neun Ortschaften bzw. gleichnamigen Katastralgemeinden (Einwohner Stand 1. Jänner 2024, Fläche Stand 31. Dezember 2023):
- Hinteregg (481 Ew., 1.425,53 ha)
- Köppelreith (380 Ew., 888,72 ha) mit Köppelreithsiedlung
- Obersaifen (814 Ew., 899,22 ha) mit Dörfl, Feldhöf, Höbing, Oberhochegg, Saifen und Unterhochegg
- Pöllau (1998 Ew., 462,78 ha) mit Kirchenackersiedlung
- Prätis (526 Ew., 1.240,08 ha) mit Baumgart, Klauber, Krughöf, Oberprätis, Siedlung Prätis, Stadt, Straßhöf und Unterprätis
- Rabenwald (594 Ew., 1.688,78 ha) mit Halt, Haregg, Höll, In der Eben, In der Haide, Lehenshofen, Mauerhöf und Oberer Rabenwald
- Schönau (423 Ew., 574,71 ha)
- Winkl-Boden (211 Ew.), KG Winkl (981,48 ha) mit Sonnleiten
- Winzendorf (504 Ew., 656,43 ha)

### Gemeindezusammenlegung
Im Rahmen der steiermärkischen Gemeindestrukturreform ist die Gemeinde seit 2015 mit den Gemeinden Rabenwald, Saifen-Boden, Schönegg bei Pöllau und Sonnhofen zusammengeschlossen,
und führt den Namen Marktgemeinde Pöllau weiter. Grundlage dafür ist das Steiermärkische Gemeindestrukturreformgesetz – StGsrG.

### Nachbargemeinden
Die Gemeinde ist von zehn Nachbargemeinden umgeben, vier davon liegen im Bezirk Weiz (WZ).

## Geschichte
Pöllau wird erstmals im Jahr 1163 urkundlich erwähnt. Der Ortsname bedeutet „Feld, breite Talmulde“. Durch die günstige Lage an der Kreuzung zweier Handelswege entwickelte sich Pöllau zum Handwerks- und Handelsort. Im 13. Jahrhundert wurde das Dorf planmäßig erweitert, wodurch der Hauptplatz mit seiner Regelmäßigkeit entstand. Gegen Norden wurde der Hauptplatz nicht verbaut, sondern an die Burg und das spätere Chorherrenstift angeschlossen.
Hans von Neuberg, der damalige Besitzer der Burg und des Marktes Pöllau, verfügte im Jahr 1482 in seinem Testament, die Burg nach seinem Tod in ein Augustiner-Chorherrenstift umzuwidmen. 1504 gründete schließlich sein Schwager Christoph von St. Georgen-Pösing das Stift Pöllau. Im selben Jahr zogen acht Chorherren unter Propst Ulrich von Vorau nach Pöllau um.
Im Jahr 1677 wurde mit dem Um- und Neubau des Stiftes unter Propst Michael Josef Maister begonnen – zunächst mit dem Bau eines Getreidespeichers und des Meierhauses. 1681 entstand die Mariensäule auf dem Hauptplatz. Nach dem Tod Maisters führte Propst Ortenhofen den Umbau fort, der im Jahr 1779 mit der Errichtung des Hochaltars in der neuen Kirche abgeschlossen wurde. Allerdings wurde das Stift Pöllau bereits sechs Jahre später aufgehoben und an den Staat übergeben.
Die Marktgemeinde Pöllau hatte sich währenddessen zu einem stattlichen Markt entwickelt, in dem Handwerk und Handel zu wesentlichen Säulen der Wirtschaft wurden.

### Bevölkerungsentwicklung
| Pöllau: Einwohnerzahlen von 1869 bis 2024           | Pöllau: Einwohnerzahlen von 1869 bis 2024 | Pöllau: Einwohnerzahlen von 1869 bis 2024 | Pöllau: Einwohnerzahlen von 1869 bis 2024 | Pöllau: Einwohnerzahlen von 1869 bis 2024 |
| --------------------------------------------------- | ----------------------------------------- | ----------------------------------------- | ----------------------------------------- | ----------------------------------------- |
| Jahr                                                |                                           |                                           |                                           | Einwohner                                 |
| 1869                                                | 1869                                      |                                           | 5.141                                     | 5.141                                     |
| 1880                                                | 1880                                      |                                           | 5.059                                     | 5.059                                     |
| 1890                                                | 1890                                      |                                           | 5.005                                     | 5.005                                     |
| 1900                                                | 1900                                      |                                           | 4.904                                     | 4.904                                     |
| 1910                                                | 1910                                      |                                           | 5.287                                     | 5.287                                     |
| 1923                                                | 1923                                      |                                           | 5.148                                     | 5.148                                     |
| 1934                                                | 1934                                      |                                           | 5.346                                     | 5.346                                     |
| 1939                                                | 1939                                      |                                           | 5.238                                     | 5.238                                     |
| 1951                                                | 1951                                      |                                           | 5.564                                     | 5.564                                     |
| 1961                                                | 1961                                      |                                           | 5.576                                     | 5.576                                     |
| 1971                                                | 1971                                      |                                           | 5.984                                     | 5.984                                     |
| 1981                                                | 1981                                      |                                           | 5.951                                     | 5.951                                     |
| 1991                                                | 1991                                      |                                           | 6.177                                     | 6.177                                     |
| 2001                                                | 2001                                      |                                           | 6.363                                     | 6.363                                     |
| 2011                                                | 2011                                      |                                           | 6.134                                     | 6.134                                     |
| 2021                                                | 2021                                      |                                           | 5.950                                     | 5.950                                     |
| 2024                                                | 2024                                      |                                           | 5.931                                     | 5.931                                     |
| Quelle(n): Statistik Austria, Gebietsstand 1.1.2021 |                                           |                                           |                                           |                                           |

## Kultur und Sehenswürdigkeiten

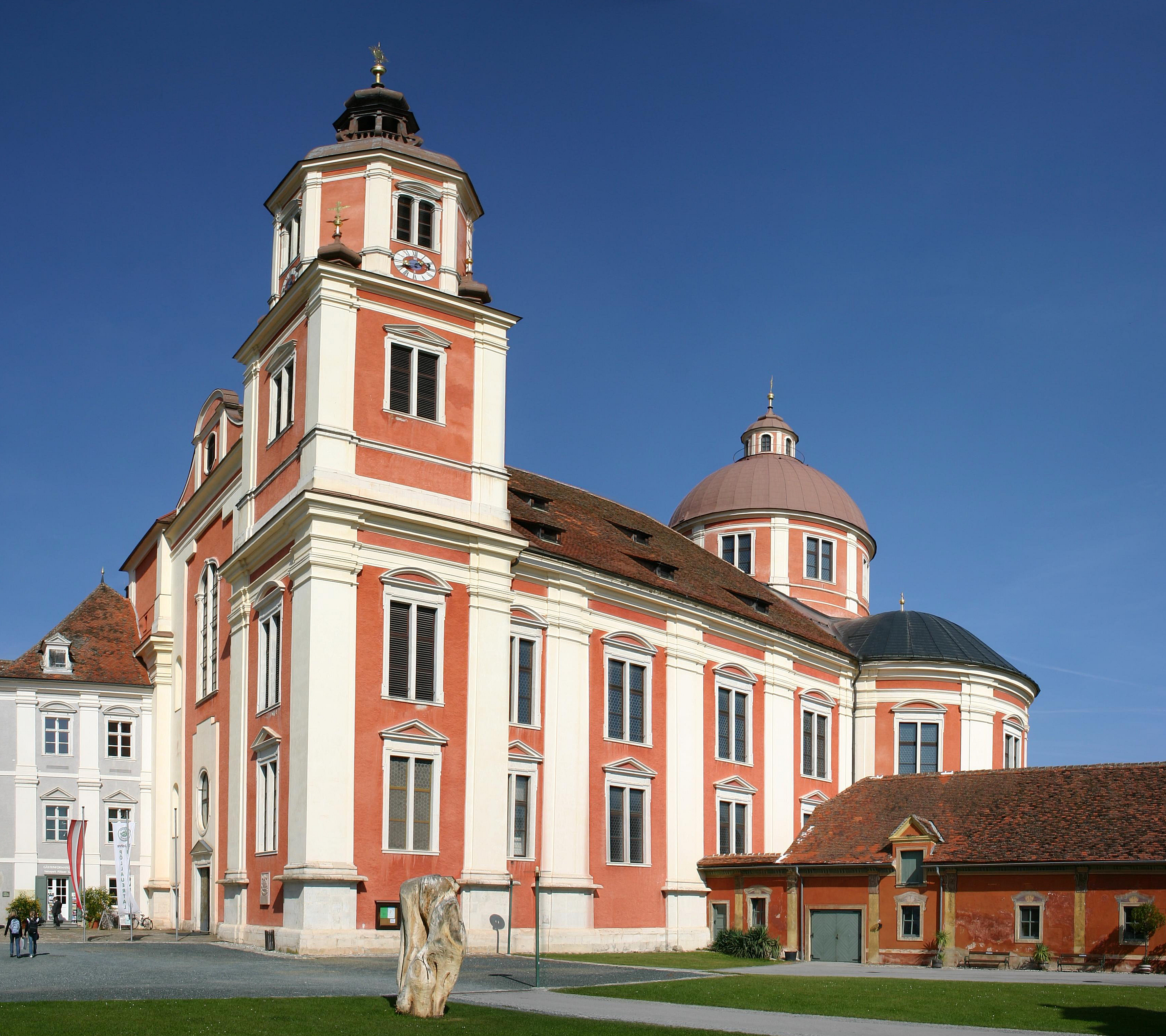
Stifts- und Pfarrkirche St. Veit

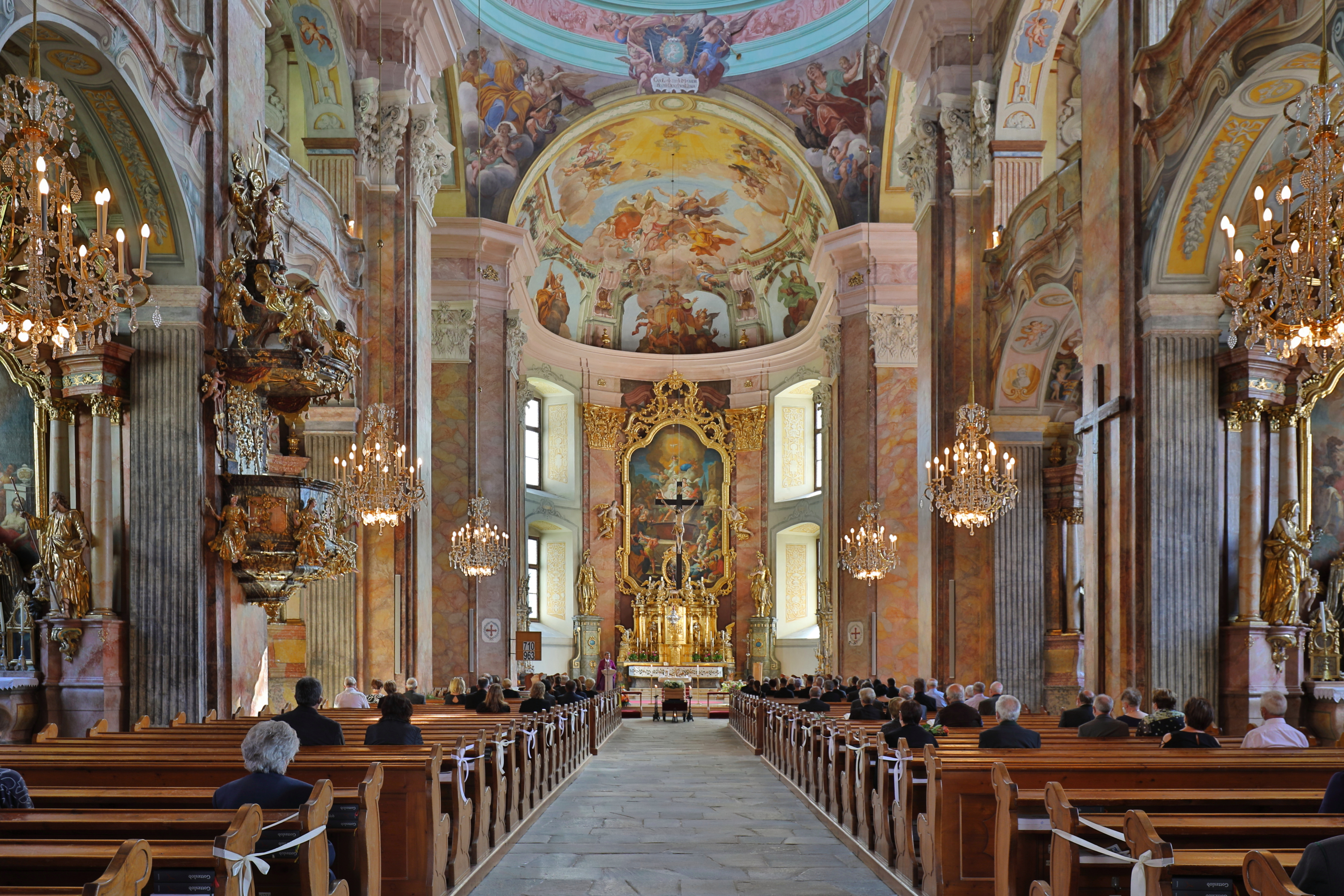
Das Schiff der Stifts- und Pfarrkirche

- Das ehemalige Stift Pöllau wird auch als Schloss Pöllau bezeichnet. Es geht auf eine Wasserburg aus dem 12. Jahrhundert zurück. Der Freskensaal bietet den passenden Rahmen für festliche Anlässe. Am Rosenmontag findet der traditionelle Schlossball statt.
- Die Stifts- und Pfarrkirche St. Veit dort ist nicht nur der größte barocke Kirchenbau der Steiermark, sondern auch der Schlüsselbau für den oststeirischen Spätbarock. Sie wurde von 1701 bis 1709 von Joachim Carlone erbaut und durch Mathias von Görz mit Fresken ausgestaltet. Die Kirche ist dem Hl. Veit geweiht. Da der Grundriss der Kirche dem Petersdom in Rom nachempfunden ist und auch ihre Kuppel an der Petersdom erinnert, wird die Kirche als „Steirischer Petersdom“ bezeichnet. Seit 1990 ist sie Tochterkirche der Lateranbasilika.

### Museen
- Die in Pöllau ansässige Victor-Franz-Hess Gesellschaft führt im Schloss Pöllau das Museum Echophysics, mit der Ausstellung „Strahlung – der ausgesetzte Mensch“. Victor Franz Hess war der einzige steirische Nobelpreisträger und bekam den Nobelpreis für seine Verdienste um die Erforschung der kosmischen Strahlung. Peter Maria Schuster, der Präsident der Victor-Franz-Hess Gesellschaft, war der Initiator der Ausstellung; es werden Ausstellungsstücke aus dem Nachlass von Victor-Franz Hess präsentiert.
- „Puppen- und Spielzeug-Privatmuseum Peitl“ (PPP): Gezeigt werden Puppen, Teddys und Spielzeug sowie eine Kinderbuchbibliothek mit Exponaten aus aller Welt aus den Jahren 1750/1780 bis heute.
- Galerie mit lokalen, regionalen und internationalen Sonderausstellungen
- Kulturhaus
- Das „Ferrari Museum Pöllau“ zeigt Ferraris aus der Schaffenszeit von Enzo Ferrari. Außerdem sind Autos von Lamborghini und Maserati zu sehen.

### Musik
Die Musikkapelle Pöllau vertrat im Jahr 2002 die Steiermark beim Österreichischen Blasmusikwettbewerb in Feldkirchen in Kärnten und wurde in diesem Jahr österreichischer Bundessieger.

### Parks und Naturschutzgebiete

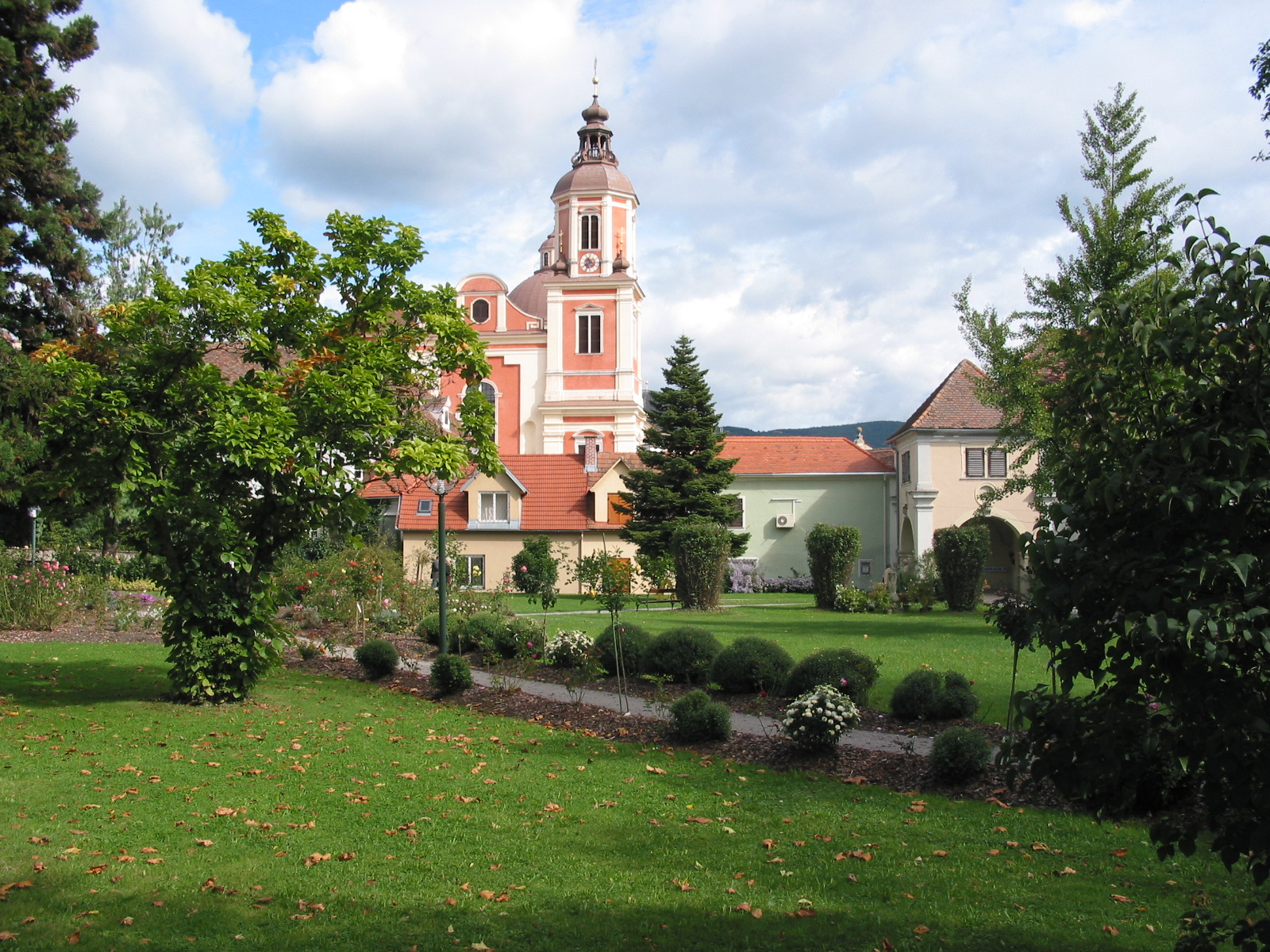
Der Schlosspark in Pöllau, im Hintergrund St. Veit

Im Schlosspark Pöllau bzw. Karl-Brunner-Park finden jährlich im Juni die „Pöllauer Blumen- und Gartentage“ statt. Eine weitere Anlage ist der Aupark rund um den Auteich.

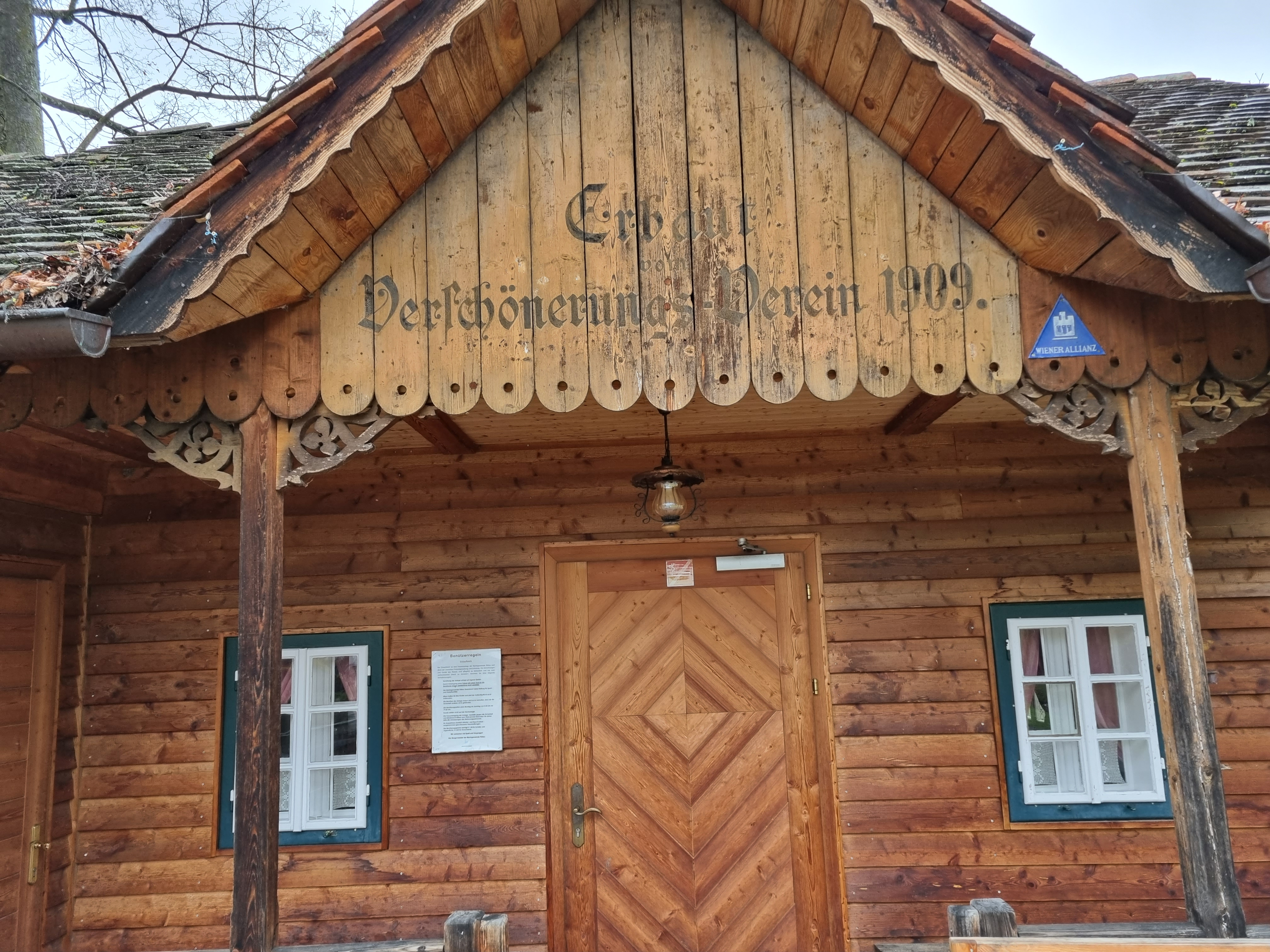
Holzhaus am Aupark in Pöllau

Der Naturpark Pöllauer Tal umfasst das Marktgemeindegebiet Pöllau sowie die Gemeinde Pöllauberg.

### Film
2016 war Pöllau Drehort für den Fernsehfilm Tatort: Virus.

## Wirtschaft und Infrastruktur
Die Landwirtschaft in Pöllau besteht aus rund 300 meist kleinen Betrieben. Charakteristisch sind Obstkulturen mit Hirschbirnbäumen. Im Produktions- und Dienstleistungssektor sind die Bauwirtschaft und der Handel die wichtigsten Arbeitgeber, gefolgt von Tourismusbetrieben.
Pöllau ist Sitz der Sparkasse Pöllau.

### Wirtschaftssektoren
Die folgende Tabelle zeigt die Entwicklung der Anzahl der Betriebe und der Beschäftigten in den Wirtschaftssektoren:
| Wirtschaftssektor            | Anzahl Betriebe | Anzahl Betriebe | Anzahl Betriebe | Erwerbstätige | Erwerbstätige | Erwerbstätige |
| Wirtschaftssektor            | 2021            | 2011            | 2001            | 2021          | 2011          | 2001          |
| ---------------------------- | --------------- | --------------- | --------------- | ------------- | ------------- | ------------- |
| Land- und Forstwirtschaft 1) | 224             | -               | -               | 303           | 364           | 395           |
| Produktion                   | 95              | 86              | 53              | 681           | 655           | 679           |
| Dienstleistung               | 354             | 300             | 161             | 1344          | 1074          | 786           |

1) Betriebe mit Fläche in den Jahren 2010 und 1999, Arbeitsstätten im Jahr 2021

### Verkehr
Pöllau liegt abseits der großen Hauptverkehrsstraßen an der Landesstraße durch das Pöllauer Tal. Die Süd Autobahn A 2 von Wien nach Graz ist ca. 17 km entfernt und über die Anschlussstelle Hartberg (115) zu erreichen. Die Entfernung zur Wechsel Straße B 54 von Hartberg nach Gleisdorf beträgt etwa elf Kilometer.
Pöllau ist nicht an das Eisenbahnnetz angeschlossen. Anfang des 20. Jahrhunderts gab es Pläne, Pöllau durch eine Zweigstrecke der Feistritztalbahn zu erschließen. Dies wurde jedoch durch die beiden Weltkriege verhindert. Aus diesem Grund befindet sich im Umkreis von zehn Kilometern um Pöllau kein Bahnhof.
Der Flughafen Graz ist etwa 60 km entfernt.

## Politik

### Gemeinderat
Der Gemeinderat wurde durch die Eingemeindungen von 15 auf 25 Mitglieder erweitert. Dieser setzt sich nach dem Ergebnis der Gemeinderatswahl 2015 wie folgt zusammen:
- 14 Mandate ÖVP
- 6 Mandate SPÖ
- 4 Mandate Unabhängige Bürger Liste Pöllau
- 1 Mandat FPÖ

Die Grünen und die KPÖ schafften nicht den Einzug in den Gemeinderat.
Aufgrund eines Einspruchs der FPÖ unter Listenführer Johann Berger wegen einer behaupteten Rechtswidrigkeit des Wahlverfahrens der Gemeinderatswahl – dieser wurde von der Landeswahlbehörde mit Bescheid vom 13. Mai 2015 nicht stattgegeben – musste die konstituierende Sitzung des Gemeinderats auf 28. Mai 2015 verschoben werden.
Die letzten Gemeinderatswahlen brachten die folgenden Ergebnisse:
| Partei                          | 2020             | 2020             | 2020             | 20151)           | 20151)           | 20151)           | 2010             | 2010             | 2010             | 2005             | 2005             | 2005             | 2000             | 2000             | 2000             | 1995             | 1995             | 1995             | 1990             | 1990             | 1990             |
| Partei                          | Stimmen          | %                | Mandate          | St.              | %                | M.               | St.              | %                | M.               | St.              | %                | M.               | St.              | %                | M.               | St.              | %                | M.               | St.              | %                | M.               |
| ------------------------------- | ---------------- | ---------------- | ---------------- | ---------------- | ---------------- | ---------------- | ---------------- | ---------------- | ---------------- | ---------------- | ---------------- | ---------------- | ---------------- | ---------------- | ---------------- | ---------------- | ---------------- | ---------------- | ---------------- | ---------------- | ---------------- |
| ÖVP                             | 1992             | 63               | 16               | 2202             | 52               | 14               | 0749             | 51               | 08               | 0465             | 33               | 05               | 0380             | 28               | 04               | 0660             | 46               | 07               | 0594             | 43               | 06               |
| SPÖ                             | 859              | 27               | 7                | 0894             | 21               | 06               | 0670             | 46               | 07               | 0936             | 67               | 10               | 0982             | 72               | 11               | 0771             | 54               | 08               | 0545             | 39               | 06               |
| Gemeindeliste Berger            | 172              | 5                | 1                | nicht kandidiert | nicht kandidiert | nicht kandidiert | nicht kandidiert | nicht kandidiert | nicht kandidiert | nicht kandidiert | nicht kandidiert | nicht kandidiert | nicht kandidiert | nicht kandidiert | nicht kandidiert | nicht kandidiert | nicht kandidiert | nicht kandidiert | nicht kandidiert | nicht kandidiert | nicht kandidiert |
| Grüne                           | 161              | 5                | 1                | 0137             | 03               | 0                | 0046             | 03               | 0                | nicht kandidiert | nicht kandidiert | nicht kandidiert | nicht kandidiert | nicht kandidiert | nicht kandidiert | nicht kandidiert | nicht kandidiert | nicht kandidiert | nicht kandidiert | nicht kandidiert | nicht kandidiert |
| FPÖ                             | nicht kandidiert | nicht kandidiert | nicht kandidiert | 0275             | 6                | 01               | nicht kandidiert | nicht kandidiert | nicht kandidiert | nicht kandidiert | nicht kandidiert | nicht kandidiert | nicht kandidiert | nicht kandidiert | nicht kandidiert | nicht kandidiert | nicht kandidiert | nicht kandidiert | nicht kandidiert | nicht kandidiert | nicht kandidiert |
| KPÖ                             | nicht kandidiert | nicht kandidiert | nicht kandidiert | 0094             | 02               | 0                | nicht kandidiert | nicht kandidiert | nicht kandidiert | nicht kandidiert | nicht kandidiert | nicht kandidiert | nicht kandidiert | nicht kandidiert | nicht kandidiert | nicht kandidiert | nicht kandidiert | nicht kandidiert | nicht kandidiert | nicht kandidiert | nicht kandidiert |
| Unabhängige Bürger Liste Pöllau | nicht kandidiert | nicht kandidiert | nicht kandidiert | 0647             | 15               | 04               | nicht kandidiert | nicht kandidiert | nicht kandidiert | nicht kandidiert | nicht kandidiert | nicht kandidiert | nicht kandidiert | nicht kandidiert | nicht kandidiert | nicht kandidiert | nicht kandidiert | nicht kandidiert | nicht kandidiert | nicht kandidiert | nicht kandidiert |
| Für unser Pöllau                | nicht kandidiert | nicht kandidiert | nicht kandidiert | nicht kandidiert | nicht kandidiert | nicht kandidiert | nicht kandidiert | nicht kandidiert | nicht kandidiert | nicht kandidiert | nicht kandidiert | nicht kandidiert | nicht kandidiert | nicht kandidiert | nicht kandidiert | nicht kandidiert | nicht kandidiert | nicht kandidiert | 257              | 18               | 03               |
| Wahlbeteiligung                 | 63 %             | 63 %             | 63 %             | 83 %             | 83 %             | 83 %             | 83 %             | 83 %             | 83 %             | 81 %             | 81 %             | 81 %             | 84 %             | 84 %             | 84 %             | 86 %             | 86 %             | 86 %             | 90 %             | 90 %             | 90 %             |

1) Wegen der mit 1. Jänner 2015 erfolgten Eingemeindungen sind die Daten mit den früheren Wahlen nur bedingt vergleichbar.

### Bürgermeister
- ? –1995 Siegfried Stalzer (ÖVP)
- 1995–2008 Rupert Flicker (SPÖ)[15]
- 2008–2010 Heribert Hirschegger (SPÖ)
- 2010–2023 Johann Schirnhofer (ÖVP)
- Seit 2023 Josef Pfeifer (ÖVP)[16]

### Regionalpolitik
Pöllau ist gemeinsam mit Pöllauberg Mitglied des Tourismusverbandes Naturpark Pöllauer Tal und mit diesem in der LEADER-Region Oststeirisches Kernland. Am 7. Dezember 2010 wurde der Naturpark Pöllauer Tal auch als Kleinregion konstituiert. Anlässlich der Gemeindestrukturreform in der Steiermark (2010–2015) wurde Pöllau mit vier anderen Gemeinden der Kleinregion (Rabenwald, Saifen-Boden, Schönegg bei Pöllau und Sonnhofen) zusammengelegt, nur Pöllauberg blieb selbständig.

### Wappen

Wappen der Vorgängergemeinden
Pöllau
Rabenwald
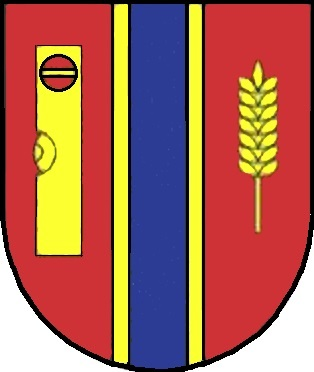
Saifen-Boden
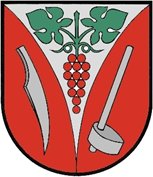
Schönegg
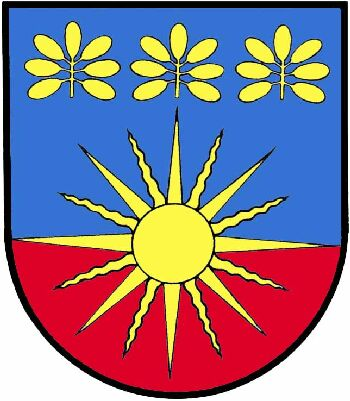
Sonnhofen

Alle Vorgängergemeinden hatten ein Gemeindewappen. Wegen der Gemeindezusammenlegung verloren diese mit 1. Jänner 2015 ihre offizielle Gültigkeit.
Pöllau führt seit 1. März 2010 ein neues Wappen, die Neuverleihung erfolgte ohne Änderung mit Wirkung vom 10. Februar 2015.

Die Blasonierung (Wappenbeschreibung) lautet:
„In blauem Schild stehend silbern der hl. Veit in knöchellangem gegürteten Gewand und in der Rechten eine brennende Lampe, in der Linken einen Palmzweig haltend.“

## Persönlichkeiten

### Ehrenbürger
- 1925: Anton Rintelen (1876–1946), Landeshauptmann der Steiermark 1919–1926, 1928–1933[22]
- 1954: Josef Krainer (1903–1971), Landeshauptmann der Steiermark 1948–1971[23]
- 1954: Karl Brunner (1889–1964), Landesrat[24]
- 1965: Franz Wegart (1918–2009), Landesrat[25]
- 1966: Julius Meinl III. (1903–1991), Unternehmer[26]
- Jahr: Siegfried Stalzer, Altbürgermeister[27]
- 2009: Rupert Flicker, Altbürgermeister[27]
- 2023: Johann Schirnhofer, Altbürgermeister[27]

### Personen mit Bezug zur Gemeinde
- Adolf Heschl (* 1959), Zoologe, Verfasser von wissenschaftlichen Schriften zur Evolution des Menschen
- Robert Hirt (* 1981), österreichischer Rallypilot im TEAM AUSTRIA, aufgewachsen und wohnhaft in Pöllau
- Joachim Carlone (1650?–1714?), österreichischer Baumeister, Erbauer der Stifts- und Pfarrkirche St. Veit
- Remigius Horner (vor 1690–nach 1732), Baumeister, Altarbauer, Tischler
- Gerhard Hörting (* 1972), römisch-katholischer Geistlicher, Rektor ad interim des Päpstlichen Instituts Collegio Teutonico di Santa Maria dell’Anima, aufgewachsen in Pöllau
- Raimund Ochabauer (1935–2009), österreichischer Geistlicher, geboren in Fischbach, wirkte als Priester in Pöllau
- Gertrude Seidl (1948–2009), Zentralbetriebsrätin, Politikerin und Abgeordnete zum Landtag
- Michael Petrović (* 1957), österreichischer Fußballtrainer, begann seine Trainerkarriere beim TSV Pöllau
- Georg Petz (* 1977), österreichischer Schriftsteller, aufgewachsen in Pöllau
- Marcus Pöttler (* 1977), österreichischer Schriftsteller, aufgewachsen in Pöllau
- Stefan Rossegger (* 1980), österreichischer Teilchenphysiker am CERN, aufgewachsen in Pöllau
- Ursula Prutsch (* 1965), Historikerin, Dozentin an der Universität München
- Klaus Zeyringer (* 1953), Germanist, Literaturkritiker (Der Standard), Professor an der Université Catholique de l’Ouest, Angers, Frankreich
- Manfred Hohensinner (* 1963), österreichischer Unternehmer, Mitbegründer der DOL-Group (u. a. Frutura GmbH)